# Ken Follett
Ken Follett (ur. 5 czerwca 1949 w Cardiff) – brytyjski pisarz, autor thrillerów, powieści szpiegowskich i historycznych.

## Życiorys
Po ukończeniu studiów filozoficznych na University College w Londynie pracował jako reporter w walijskiej gazecie „South Wales Echo”. Zaczął publikować powieści sensacyjne pod pseudonimem „Zachary Stone”. Pierwszą powieść napisał z braku pieniędzy na naprawę samochodu. Jego jedenasta powieść Igła z 1978 przyniosła mu sławę, pierwszy raz podpisał się wtedy swoim imieniem i nazwiskiem.
Wiele jego książek odwołuje się do wydarzeń II wojny światowej, chociaż niektóre sięgają do średniowiecza. Nakłady jego książek przekroczyły 100 milionów.
W latach 70. zaangażował się w działalność Partii Pracy. Poznał wtedy swą przyszłą drugą żonę, angielską polityk – Barbarę Broer, która w 1997 została wybrana na członka parlamentu, gdzie reprezentowała okręg Stevenage. Barbara Follett była wybierana ponownie w 2001 i 2005, lecz oskarżona o sprzeniewierzenie funduszy na wydatki parlamentarne w kwocie 42 458 £, nie kandydowała w wyborach w 2010.
Twórczość Folletta była kilkakrotnie wykorzystywana przez twórców filmowych.
Gra na gitarze basowej wraz ze swoim synem w zespole rockowym Damn Right I Got the Blues i w zespole folkowym Clog Iron gdzie gra na basowej bałałajce.

## Publikacje
| Tytuł polski                      | Tytuł oryginalny                          | Rok wydania oryginału | Uwagi                                                        |
| --------------------------------- | ----------------------------------------- | --------------------- | ------------------------------------------------------------ |
|                                   | The Big Needle                            | 1974                  | trylogia wydana pod pseudonimem Simon Myles                  |
|                                   | The Big Black                             | 1974                  | trylogia wydana pod pseudonimem Simon Myles                  |
|                                   | The Big Hit                               | 1975                  | trylogia wydana pod pseudonimem Simon Myles                  |
|                                   | The Shakeout                              | 1975                  |                                                              |
|                                   | The Bear Raid                             | 1976                  | kontynuacja The Shakeout                                     |
| Skandal z Modiglianim             | The Modigliani Scandal                    | 1976                  | wydana pod pseudonimem Zachary Stone                         |
|                                   | Amok: King of Legend                      | 1976                  | wydana pod pseudonimem Bernard L. Ross                       |
| Tajemnicze studio                 | The Mystery Hideout                       | 1976                  | literatura dziecięca                                         |
| Niezwykła para                    | The Power Twins                           | 1976                  | literatura dziecięca wydana pod pseudonimem Martin Martinsen |
| Papierowe pieniądze               | Paper Money                               | 1977                  | wydana pod pseudonimem Zachary Stone                         |
|                                   | Capricorn One                             | 1978                  | wydana pod pseudonimem Bernard L. Ross                       |
| Igła                              | Eye of the Needle                         | 1978                  | oryginalnie wydana pod tytułem Storm Island                  |
| Trójka                            | Triple                                    | 1979                  |                                                              |
| Klucz do Rebeki                   | The Key to Rebecca                        | 1980                  |                                                              |
| Człowiek z Petersburga            | The Man from St Petersburg                | 1982                  |                                                              |
| Na skrzydłach orłów               | On Wings of Eagles                        | 1983                  |                                                              |
| Lwy Pansziru lub Wejść między lwy | Lie Down with Lions                       | 1986                  |                                                              |
| Filary Ziemi                      | The Pillars of the Earth                  | 1989                  | pierwsza część serii Kingsbridge                             |
| Noc nad oceanem                   | Night Over Water                          | 1991                  |                                                              |
| Niebezpieczna fortuna             | A Dangerous Fortune                       | 1993                  |                                                              |
| Uciekinier                        | A Place Called Freedom                    | 1995                  |                                                              |
| Rejs                              | The Cruise: A Novel of Murder and Romance | 1995                  | napisana wraz z 13 innymi autorami                           |
| Trzeci bliźniak                   | The Third Twin                            | 1996                  |                                                              |
| Młot Edenu                        | The Hammer of Eden                        | 1998                  |                                                              |
| Zabójcza pamięć                   | Code to Zero                              | 2000                  |                                                              |
| Kryptonim „Kawki”                 | Jackdaws                                  | 2001                  |                                                              |
| Lot ćmy                           | Hornet Flight                             | 2002                  |                                                              |
| Zamieć                            | Whiteout                                  | 2004                  |                                                              |
| Świat bez końca                   | World Without End                         | 2007                  | druga część serii Kingsbridge                                |
| Upadek gigantów                   | Fall of Giants                            | 2010                  | pierwsza część trylogii Stulecie                             |
| Zima świata                       | Winter of the World                       | 2012                  | druga część trylogii Stulecie                                |
| Krawędź wieczności                | Edge of Eternity                          | 2014                  | trzecia część trylogii Stulecie                              |
| Słup ognia                        | A Column of Fire                          | 2017                  | trzecia część serii Kingsbridge                              |
| Niech stanie się światłość        | The Evening and the Morning               | 2020                  | prequel serii Kingsbridge                                    |
| Nigdy                             | Never                                     | 2021                  |                                                              |

## Ekranizacje
- Igła (Eye of the Needle, 1981)
- Klucz do Rebeki (The Key to Rebecca 1985 miniserial)
- Na skrzydłach orłów (On Wings of Eagles 1986 miniserial)
- Wejść między lwy (Lie Down with Lions 1994 TV)
- The Third Twin (1997 TV)
- Eisfieber (2010 miniserial)[3]
- Filary Ziemi (The Pillars of the Earth 2010 miniserial)
- Świat bez końca (World Without End 2012 miniserial)[4]

## W kulturze
Ken Follett zapłacił 2 200 funtów na aukcji charytatywnej, której zwycięzca miał być uhonorowany nadaniem jego nazwiska postaci w książce Terry’ego Pratchetta. W rezultacie w powieści Straż nocna z cyklu Świat Dysku szefem Gildii Skrytobójców jest dr Follett.